# Старая Ягельница
Старая Ягельница (укр. Стара Ягільниця) — село в Нагорянской сельской общине Чортковского района Тернопольской области Украины.
Население по переписи 2001 года составляло 675 человек. Почтовый индекс — 48540. Телефонный код — 3552.